# Hipposideros fuliginosus
Hipposideros fuliginosus — є одним з видів кажанів родини Hipposideridae.

## Поширення
Країни поширення: Камерун, Демократична Республіка Конго, Кот-д'Івуар, Габон, Гана, Гвінея, Ліберія, Нігерія, Сьєрра-Леоне, Уганда. Зустрічається від рівня моря до 500 м. Цей вид пов'язаний з первинними тропічними низинними вологими лісами. Не схоже, щоб був присутнім у деградованих лісах. Тварини були знайдені спочиваючими в дуплах дерев.

## Загрози та охорона
Серйозну загрозу для цього виду становить збезлісення або деградація середовища проживання. Імовірно присутній в багатьох охоронних районах.